# Need for Speed
Need for Speed (NFS) je franšiza dirkalnih računalniških iger. Izdaja jo Electronic Arts, trenutno pa jo razvijajo Ghost Games. Tematika iger se vrti okoli ilegalnih nočnih dirk, kjer morajo igralci končati dirke različnih zvrsti in se hkrati rešiti pred policijskimi pregoni.        Prva igra v franšizi je bila The Need for Speed izdana leta 1994. Najnovejša igra pa je Need for Speed: Heat, ki je bila izdana 8. novembra 2019.
Serijo je čez leta razvijalo mnogo razvijalcev, med njimi tudi EA Black Box in Criterion Games, razvijalci igre Burnout. Franšizo so čez leta kritiki dobro sprejeli, prav tako pa je ena izmed najbolje prodajanih serij vseh časov, saj so prodali več kot 150 milijonov kopij iger. Zaradi močne prodaje, se je franšiza razširila tudi v druge vrste medijev, med enim v film.

## Razvoj serije
S serijo Need for Speed so začeli razvijalci Distinctive Software, ki so se nahajali v Vancouvru. Pred združitvijo z Electronic Artsom leta 1991, je Distinctive Software razvil številno veliko popularnih video iger, kot na primer Stunts ter Test Drive II: The Duel. Po združitvijo podjetja se je le to preimenovalo v Electronic Arts (EA) Canada. 
Prvi del se je imenoval The Need For Speed (1995 za DOS). Že v prvem delu so bili prisotni policijski pregoni. Igra se je ponašala z za tiste čase naprednim grafičnim izgledom. Drugi del je bil podobnem prvemu, a ni vključeval možnosti proste vožnje in avtov ni bilo možno predelovati. 
EA Canada je nadaljevala z razvojem franšize Need for Speed do leta 2002, ko so najeli razvijalce Black Box Games, da nadaljujejo serijo z igro Need for Speed: Hot Pursuit 2. Vse igre v seriji izdane med 2002 in 2008, so bile delo novo tvorjenega oddelka EA Black Box. 
Leta 2009 so zaradi znižanja v prodaji iger v razvoj vključili podjetje Slightly Mad Studios, ki je izdalo igro Need for Speed: Shift. Leto za tem je Criterion Games, kateremu je matična organizacija Electronic Arts, izdal Need for Speed: Hot Pursuit.
V naslednjih dveh letih (2011-2012) so Slightly Mad Studios izdali nadaljevanje igri Need for Speed: Shift; Shift 2 - Unleashed, EA Black Box pa je izdal The Run.
Leta 2010 je EA predstavil socialno omrežje "Autolog", ki se je začelo uporabljati za igre izdane po Hot Pursuit-u. Autolog je igralcem preko spletne strani ali mobilne aplikacije omogočil ogled napredkov, deljenje zaslonskih posnetkov, lestvice za primerjavo časov ter mnogo več.
Avgusta 2013 je bilo naznanjeno, da bodo z razvijanjem nadaljevali švedski razvijalci Ghost Games.

## Igre
| Naslov                 | Letnica | Operacijski sistem | Konzole                           | Ostali OS                                           | Razvijalec                                                      | Pripombe |
| ---------------------- | ------- | ------------------ | --------------------------------- | --------------------------------------------------- | --------------------------------------------------------------- | --- |
| The Need for Speed     | 1994    | DOS                | 3DO, Saturn, PS1                  | No                                                  | Electronic Arts Canada                                          | Verzija za 3DO je bila prva igra ki je izšla                                                                               |
| Need for Speed II      | 1997    | Windows            | PS1                               | No                                                  | EA (Canada/Seattle)                                             | Prototipi in razstavni avtomobili postanejo dostopni.                                                                      |
| NFS III: Hot Pursuit   | 1998    | Windows            | PS1                               | No                                                  | EA (Canada/Seattle)                                             | |
| NFS: High Stakes       | 1999    | Windows            | PS1                               | No                                                  | EA (Canada/Seattle)                                             | V Evropi in Braziliji znana kot: Need for Speed: Road Challenge.                                                           |
| NFS: Porsche Unleashed | 2000    | Windows            | PS1                               | GBA                                                 | Eden Games/EA Canada Pocketeers                                 | V večini Evropskih držav znana kot: Need for Speed: Porsche 2000 in Need for Speed: Porsche v Nemčiji in Latinski Ameriki. |
| NFS: Hot Pursuit 2     | 2002    | Windows            | GC, PS2, Xbox                     | No                                                  | EA (Black Box/Seattle)                                          | |
| NFS: Underground       | 2003    | Windows            | GC, PS2, Xbox                     | GBA                                                 | EA Black Box                                                    | |
| NFS: Underground 2     | 2004    | Windows            | GC, PS2, Xbox                     | GBA, Prenosni telefon, DS, PSP                      | EA Black Box                                                    | Verzija za PSP znana kot: Need for Speed: Underground Rivals.                                                              |
| NFS: Most Wanted       | 2005    | Windows            | GC, PS2, Xbox, Xbox 360           | GBA, Prenosni telefon, DS, PSP                      | EA Black Box                                                    | Verzija za PSP znana kot: Need for Speed: Most Wanted 5-1-0.                                                               |
| NFS: Carbon            | 2006    | Windows, Mac OS X  | GC, PS2, Xbox, PS3, Wii, Xbox 360 | GBA, Prenosni telefon, DS, PSP                      | EA (Canada/Black Box)                                           | Verzija za PSP, DS in GBA znana kot: Need for Speed: Carbon Own the City.                                                  |
| NFS: ProStreet         | 2007    | Windows            | PS2, PS3, Wii, Xbox 360           | Prenosni telefon, DS, PSP                           | EA Black Box                                                    | |
| NFS: Undercover        | 2008    | Windows            | PS2, PS3, Wii, Xbox 360           | Prenosni telefon, DS, PSP, Windows Mobile, iOS      | EA Vancouver Exient Entertainment Firebrand Games Piranha Games | |
| NFS: Shift             | 2009    | Windows            | PS3, Xbox 360                     | PSP, Prenosni telefon, Windows Mobile, Android, iOS | Slightly Mad Studios EA Bright Light                            | |
| NFS: Nitro             | 2009    | No                 | Wii                               | DS                                                  | Firebrand Games EA Montreal                                     | Verzija za DSiWare znana kot: Need for Speed: Nitro-X.                                                                     |
| NFS: World             | 2010    | Windows            | No                                | No                                                  | EA Black Box                                                    | Brezplačna MMO dirkaška igra. Ukinjena leta 2015.                                                                          |
| NFS: Hot Pursuit       | 2010    | Windows            | PS3, Wii, Xbox 360                | Windows Phone, Android, iOS                         | Criterion Games                                                 | Verzija za Nintendo Wii: Exient Entertainment                                                                              |
| Shift 2: Unleashed     | 2011    | Windows            | PS3, Xbox 360                     | iOS                                                 | Slightly Mad Studios                                            | Poznana tudi kot: Need for Speed: Shift 2 - Unleashed.                                                                     |
| NFS: The Run           | 2011    | Windows            | PS3, Wii, Xbox 360                | 3DS                                                 | EA Black Box                                                    | Verzijo za Wii/3DS so naredili: Firebrand Games.                                                                           |
| NFS: Most Wanted       | 2012    | Windows            | PS3, Wii U, Xbox 360              | PS Vita, Android, iOS                               | Criterion Games                                                 | Verzija za Wii U (izdana 2013) je znana kot: Need for Speed: Most Wanted U.                                                |
| NFS Rivals             | 2013    | Windows            | PS3, PS4, Xbox 360, Xbox One      | No                                                  | Ghost Games Criterion Games                                     | Need for Speed Rivals Complete Edition je bila izdana 21. oktobra 2014 (z vsemi dodatki in prednaročniškimi bonusi).       |
| NFS: No Limits         | 2015    | No                 | No                                | Android, iOS                                        | Firemonkeys Studios                                             | |
| Need for Speed (2015)  | 2015    | Windows            | PS4, Xbox One                     | No                                                  | Ghost Games                                                     | Ponovni zagon serije. Za igro je potrebna stalna povezava do interneta.                                                    |
| NFS Payback            | 2017    | Windows            | PS4, Xbox One                     | No                                                  | Ghost Games                                                     | |
| NFS Heat               | 2019    | Windows            | PS4, Xbox One                     | No                                                  | Ghost Games                                                     | |